# 斯氏魢
斯氏魢又稱斯氏瓜子鱲，為輻鰭魚綱日鱸目魢科魢屬的其中一個種，傳統上歸類於鱸形目鿳科魢亚科。
本魚分布於中東大西洋的維德角群島海域，體長可達24公分，棲息在沿岸海域。

## 擴展閱讀
維基物種上的相關：斯氏魢